# 起承転結
起承転結（きしょうてんけつ）とは、4行から成る漢詩（近体詩）の絶句の構成を指す。1行目から順に起句、承句、転句、結句と呼ぶ。もとの中国語（漢文）では、起承轉合 (現代中国語: 起承转合、拼音: qǐ chéng zhuǎn hé) である。
日本の初等・中等教育において、本来の意味から転じて、文章の構成として一般的に教授されている。

## 構成
元の楊載 (1271-1323) の著した『詩法家数』は、「起承転結」説を唱えた文献のうち、最古のものであると主張される場合がある。楊載の「起承転結」説は、主に以下のようなものである。
- 起: 歴史や人事を題材とし、比喩や連想から詠み始めることにより、様々な展開が出来るとする。
- 承: 「穏健」に作るべきであるとし、突飛、露骨な句であったり、反対に平板であったりすることは避けるように主張している。
- 転: 読み手を驚かす変化を入れるよう求めている。ただし、「転」の句は、「承」のそれと表裏一体であり、別物であってはならず、互いに応じ、互いに避けるという一貫性がなければならないとする。
- 結: 「言に尽くる有りて意に窮まる無し」とし、適宜にフェードアウトすることにより、「含蓄」という詩作の目的の一つを達成できるとしている。

唐の詩人、杜甫の詠んだ次の五言絶句の詩が、「起承転結」の例である。
| 原文       | 書き下し文                | 現代語訳                                             |
| ---------- | ------------------------- | ---------------------------------------------------- |
| 江碧鳥逾白 | 江碧にして 鳥逾いよ白く   | 川の水は深緑で鳥はますます白く見え                   |
| 山青花欲燃 | 山青くして 花燃えんと欲す | 山は新緑で花は燃えさからんばかりに赤く見える         |
| 今春看又過 | 今春 看みす又た過ぐ       | 今年の春も見ているうちにまたもや過ぎ去ろうとしている |
| 何日是帰年 | 何れの日か 是れ帰年ならん | 一体いつになれば故郷に帰れる年がくるというのか       |

また、頼山陽 (1780-1832) の作と伝えられる以下の俗謡も、起承転結の例として認知されている (これには多様なバリエーションがあり、その一つを挙げる)。
- 起: 大阪本町 糸屋の娘
- 承: 姉は十六 妹が十四
- 転: 諸国大名は 弓矢で殺す
- 結: 糸屋の娘は 目で殺す

頼は、漢詩の起承転結を弟子に理解させるために、この俗謡を用いていたと伝承されている。

### 漢詩以外への転用
国語学者で、武庫川女子大学・言語文化研究所長および同大教授 (当時) の佐竹秀雄は、起承転結による文章の構成について、以下のように定義している (佐竹は必ずしも起承転結の文章構成を支持していない点に注意)。
- 起: 事実や出来事を述べる。
- 承: 『起』で述べたことに関することを述べる。解説したり、それによって起こる問題点を述べたり、感想、意見を述べたりする。
- 転: 『起承』とは関係のない別のことがらを持ち出す。
- 結: 全体を関連づけてしめくくる。

黒澤明監督作品の脚本を複数担当した脚本家の小国英雄は、ストーリーの構成における起承転結を、以下のように解釈している〔編者注: 一部誤字を修正〕。
- 起: 主人公の置かれている状態、劇の説明
- 承: 主人公の置かれている状態にある事件が起こり、これから段々劇が展開して行く過程
- 転: 一つの劇のヤマ場で結果に赴く為の転化
- 結: 承、即ち事件とそれによって起こった転化によって出された結果

そのようなストーリー構成の典型的な例として、4コマ漫画が引用される場合がある。

## 日本における受容
起承転合 (起承転結) の語は、16世紀半ばの国語辞典である『運歩色葉集』に、日本における早い使用例が見られる。その後の日本においては、ある時点から、起承転結の構成は、漢詩以外の文章にも転用されるようになった。
1802年には、十返舎一九による『起承転合』と題した洒落本が刊行されている。このときの題名も『起承転合』であり、「起承転結」ではなかった。中国においては、文学者の魯迅が、1928年に出版された『而已集』の「通信」の中で、既に起承転結 (起承転合) の転用を行っている。
夏目漱石および寺田寅彦は「漢詩の構成」という本来の意味で「起承転結」の語を用いているが、寺田は比喩としても使用しており、1931年の『連句雑俎』では四部構成を漢詩のみでなく「戯曲にも小説にも用いられる必然的な構成法」としている。また同じころ、詩人の横山青娥は『新らしい詩の作り方（1931年）』において、自由詩に拡張した起承転結の必要性を主張している 。
遅くとも1940年代には「文章や物事の構成」という意味での「起承転結」の転用を一般化した例がみられる（筈見恒夫『映画五十年史』）。
1961年に出版された『作文の授業入門』(今井誉次郎著) は、「起承転結」について、「これはいうまでもなく、漢詩の句の排列の名称です」としながら、作文の表現として取り上げている。「これを子どもたちにもよくわかるようにいいあらわすと、『はじめ』『つづき』『かわり』『むすび』ということになるでしょうか」と、今井は述べている。今井は「日本作文の会」の委員長を務めた。日本作文の会によれば、日本の国語教育で「書くこと」が重視されるようになったのは、戦後のことであるという。
小国英雄は、1970年前後またはそれ以前に、「中国に、"起承転結"という言葉がある。この言葉は作劇上の構成をうまく表現した言葉で、これからシナリオを書く人はこの順序に従って劇を作って行くと便利ではないかと思われる。」と、語の紹介から始めている。また、この文章の掲載された『シナリオ作法考』(1969年または1971年に出版) は、起承転結のみでなく、アリストテレスの3部分説からフライタークの5段階説に至る「近代作劇術の基礎」を解説している。
1980年に出版された『NHK新アナウンス読本』(日本放送出版協会) では、NHK (日本放送協会) のニュースの原稿は、起承転結によって構成されているとしている。「起承転結は、文章でも音楽でも、あらゆる構成の基本型です」と同書は記している。

### 国会での用例
日本の国会においては、第1回 (1947年) 以降、「起承転結」の語を最初に用いたのは、第16回 (1953年) 6月30日の衆議院文部委員会における世耕弘一の質問である。世耕の発言は、起承転結の本来の意味、すなわち漢詩の構成という意味に基づいて、かつての教育勅語の詩吟としての芸術性を主張するものであった。世耕はまず、起承転結の語を紹介することから始めている。
これ以降、「起承転結」の語が国会において用いられることは17年間にわたって無く、1970年代に入り、突然、「文章や物事の構成」という意味での転用が3例 、1980年代には8例現れる。国会において最初にそのような転用を行ったのは、外務大臣 (当時) の愛知揆一である。1970年3月31日に発生した赤軍派のよど号ハイジャック事件の時期と重なったため、ソビエト連邦との外交交渉の顛末(てんまつ)が不明瞭となったことを、愛知は同年4月14日に述べている。
1970年代の国会における他の用例としては、上田哲による1973年の第71回国会・参議院内閣委員会での発言、および丸谷金保による1979年の第87回国会・参議院農林水産委員会での発言がある。

## 批判

### 論理的文章の構成
日本においては、中等教育の段階までに学習する文章のスタイルは、「起承転結」が一般的である。このため、生徒は「日本語の文章は必ず起承転結で書く」という認識を持って卒業している場合が多い。一方で、起承転結は、漢詩の構成にすぎず、論理的な文章を書ける構成ではない、起承転結による文章は論理的ではないとの指摘がある。
心理学者でお茶の水女子大学の学長を務めた波多野完治、歴史学者の沢田昭夫、中世哲学を専門とする山内志朗、科学哲学を専門とする戸田山和久らも、文章技法としての起承転結に対して、これらの主張と同様の批判を行っている。
日本語教育が専門で千葉大学国際教育センター准教授の佐藤尚子らは、論理的な文章は論理の一貫性が必要であり、「転」の部分が論理の一貫性に反すると批判している。言語文化学会東北支部長 (当時) で論文指導者の横尾清志もまた、「転」の部分が論理的な展開から逸脱している点が論理的でないとする。横尾は、起承転結は文学的な文章展開であり、論理性や客観的視点が無いため、論証や議論には適さないとしている。「たとえ中学生の作文指導であったとしても、起承転結などで書くことを意識させてはなりません」と横尾は述べている。

### パラグラフ・ライティング
英語圏では、「パラグラフ・ライティング」が文章一般に用いられている。また、学術論文では「IMRAD形式」が主流である。起承転結は、ストーリーの構成としても必ずしも評価されておらず、例えば、映画などの脚本においては、国際的に支持されていない。通常、映画などの脚本は「三幕構成」に基づいて作成される。なお、日本の伝統芸能における脚本構成も、序破急、すなわち三幕構成である。
英語圏では、パラグラフ・ライティングは、論理的文章の一般的なスタイルである。パラグラフ・ライティングは、序論 (Introduction)、本論 (Body)、結論 (Conclusion) の三部構成から成り立っている。パラグラフ・ライティングでは、結論にあたる主張が、文章全体の最初のパラグラフ (段落) に書かれる。続いて、その根拠が1つ以上のパラグラフによって示される。そして、最後のパラグラフでは、それまでのパラグラフが要約され、また、結論にあたる主張が表現を替えて繰り返される。
序論では、論旨 (thesis statement)、すなわち文章全体で一番言いたいことが示される (論旨は序論の終わりに述べられる)。本論は、その論旨の根拠を書くところである。本論は1つ以上のパラグラフ (段落) から成る。本論のパラグラフは、主題文 (topic sentence) とそれに続く支持文 (supporting sentences) から出来ている。主題文は、そのパラグラフで言いたいことを述べた文であり、支持文はその根拠となる文である。 支持文は5つ以上であることが望ましい。そのようにして本論のパラグラフは成り立つ。結論は、全体のまとめである。ここでは、本論での論証に基づきながら、序論で述べた論旨が言い換えられ、改めて主張される。
パラグラフ・ライティングでは、 "One paragraph, one topic" が原則である。新たなトピック (主題) を述べるときには、段落を分ける。また、トピックや論旨と無関係な文 (irrelevant sentences) は書いてはならない。起承転結の「転」のような論述は、論理の飛躍 (logical leap) であるとして認められない。
英語圏では、一般的な論理的文章ではパラグラフ・ライティング (主張→根拠→主張' )、学術論文ではIMRAD、および映画などの脚本では三幕構成が主に用いられている。
日本語学が専門で高崎経済大学助教授 (当時。後に教授)  の高松正毅は、起承転結について、「こと説得を目的とする文章を作成するにあたっては極めて不適切で、ほとんど使いものにならない」と主張しており、「『起承転結』では、文章は書けない」と述べている。「起」「承」「転」「結」のそれぞれの機能の定義が明確でなく、各部分に含まれるべき文が曖昧である、高松は問題視する。
高松はまた、起承転結が真に問題であるのは、それが「役に立たない」からではなく、思考に大きな影響を与えこと、高松が最も論理的な言語だとする英語からかけ離れているためであるとする。すなわち、文章の論旨とは無関係のように見えることを「転」で突然言い出したり、論旨を「結」に書くために、可能な限り後のほうに記述しようとしたり、文章の構成として絶対に認められない思考様式を定着させると、高松は主張している。
ベイン・アンド・カンパニーの日本支社長を務めた経営コンサルタントの後正武は、起承転結は修辞の技法 (レトリック) であり、論理的な正しさとは関係が無く、むしろ修辞に影響されることにより論理的思考の障害になるとしている。
ブーズ・アレン・ハミルトンで主任コンサルタントを務め、バーバラ・ミントの著作を翻訳した山崎(やまさき)康司は、ビジネス文書では、まず結論から書くことが原則であり、その理由の一つは、読む側が多忙であるためとしている。山崎は、結論を最後に書く起承転結について、レポート・ライティングのスタイルではないと主張している。

### 三幕構成
英語圏では、三幕構成は、映画などの脚本における一般的な構成である。三幕構成では、ストーリーの序盤、中盤、終盤が、それぞれ設定 (Set-up)、対立 (Confrontation)、解決 (Resolution) の役割を持つ3つの幕となり、3つの幕の比は1:2:1である。幕と幕は転換点 (プロットポイント) でつながっている。プロットポイントは、主人公に行動を起こさせ、ストーリーを異なる方向へ転換させる出来事である。
NHKエンタープライズのエグゼクティブ・プロデューサー (当時) である浜野高宏は、「日本と海外では、ストーリーの組み立て方がかなり異なる。例えば、日本では『起承転結』の概念を知らないプロデューサーはいないだろうが、外国人で知っている人は稀だ。海外では『序破急』の概念に近い『3幕構成』が主流であり、これは外国人ならほとんどの人が知っている。そのため、ピッチ〔編者注: 企画の売り込み〕を受けた外国人がストーリー構成を聞くときは、この3幕構成に沿った説明を求めていることがほとんどだ。それをすぐに答えられない場合は、基本的なことすら考えていない企画以前の段階なのだ、と思われてしまう。」と述べている。

#### ハリウッド映画の構成
ハリウッド映画などの脚本においては、次のように指摘される。すなわち、アメリカの著名なスクリプト・ドクターであるリンダ・シーガーによれば、最初の転換点までの時間配分が長すぎる (全体の1/4より大幅に多い) 場合、観客の関心を得られないとしている。なぜならば、そのような構成では、三幕構成で言うところの第一幕 (設定) が間延びして退屈なものとなる。反対に、最初の転換点に続く第二幕 (対立) は、短すぎて呆気(あっけ)なくなるためであるという。
最初の転換点とミッドポイント (中間点) を混同する脚本家はアメリカでも多く、そのため、第二幕が映画の中間から始まるという破綻した構成の脚本が出来上がるのだと、シーガーは述べている。

## その他の四部構成形式

### IMRAD形式
IMRAD形式は、学術論文の典型的な構成である。IMRAD形式は、導入 (Introduction)、方法 (Methods)、結果 (Results)、および考察 (Discussion) から成る。派生的な形式も含めれば、学術論文の構成はIMRAD形式が主流となっている。分野別では、生物科学を始め、化学、および医学などの自然科学において比較的多く用いられている。